# Ueda Bin
Ueda Bin (japánul: 上田 敏) (Tokió, 1874. október 30. – Tokió, 1916. július 9.) japán költő, kritikus, műfordító.
A Tokiói Egyetemen szerzett diplomát, utána a Kiotói Egyetemen adott elő angol irodalmat. Verseket írt, és európai költőket, például francia parnasszistákat és szimbolistákat fordított japánra. Legismertebb Kaicsóon („A dagály hangja”, 1905) című gyűjteménye, amelyben Charles Baudelaire  „Az albatrosz”-a, Paul Verlaine „Őszi chanson”-ja és Robert Browning „Amerre Pippa jár” című drámai költeményének részletei is helyet kaptak. A kötet nagy hatást gyakorolt az alakulóban levő japán szimbolista mozgalomra. Uzumaki című regénye 1910-ben, Bokujósin című újabb antológiája (saját és fordított versek) 1920-ban látott napvilágot. 1913-ban előszót írt Joszano Akiko Gendzsi-fordításához.